# Крістіан Блюменфельд
Крістіан Блюменфельд (нар. 14 лютого 1994) — норвезький тріатлоніст, олімпійський чемпіон 2020 року.

## Виступи на Олімпіадах
| Олімпіада           | Дисципліна | Місце |
| ------------------- | ---------- | ----- |
| Ріо-де-Жанейро 2016 | тріатлон   | 13    |
| Токіо 2021          | тріатлон   | 1     |
| Париж 2024          | тріатлон   | 12    |
| Париж 2024          | естафета   | 11    |

## Зовнішні посилання
- Крістіан Блюменфельд — олімпійська статистика на сайті Sports-Reference.com (англ.) (архівна версія)
- Крістіан Блюменфельд [Архівовано 27 липня 2021 у Wayback Machine.] на сайті Olympedia.

1. ↑  Olympedia — 2006.
2. ↑  https://www.teamnor.no/profiler/triatlon/kristian-blummenfelt/
3. 1 2  https://www.olympedia.org/athletes/135350
4. ↑  https://journals.physiology.org/doi/epdf/10.1152/japplphysiol.00706.2024